# Instillation
Als Instillation (lat. instillare: einträufeln, von stilla: Tropfen) bezeichnet man in der Medizin die Verabreichung (Applikation) von flüssigen Arzneimitteln (z. B. Lösungen, Emulsionen oder Suspensionen von Antibiotika, Zytostatika, Analgetika, Lokalanästhetika etc.) in den Organismus (Hohlorgane wie z. B. die Harnblase, Körperhöhlen und -öffnungen, Gelenke, Bindehautsack) zu therapeutischen, diagnostischen oder präventiven Zwecken.
Im Gegensatz zur Infusion, bei der die Medikamente durch den Kreislauf im gesamten Organismus verteilt werden (systemische Therapie), verbleibt das Medikament bei der Instillation am Ort der Applikation und wirkt dort lokal.